# Abaxisotima
Abaxisotima is een geslacht van rechtvleugeligen uit de familie sabelsprinkhanen (Tettigoniidae). De wetenschappelijke naam van dit geslacht is voor het eerst geldig gepubliceerd in 2005 door Gorochov.

## Soorten
Het geslacht Abaxisotima omvat de volgende soorten:
- Abaxisotima bicolor Liu, Zheng & Xi, 1991
- Abaxisotima brevifissa Wang & Liu, 1996
- Abaxisotima forcipiforma Wang & Shi, 2012
- Abaxisotima furca Gorochov & Kang, 2002
- Abaxisotima macrocaudata Wang & Shi, 2012
- Abaxisotima multipunctata Kang & Yang, 1989
- Abaxisotima spiniforma Wang & Shi, 2009